# Югина зеленоспинна

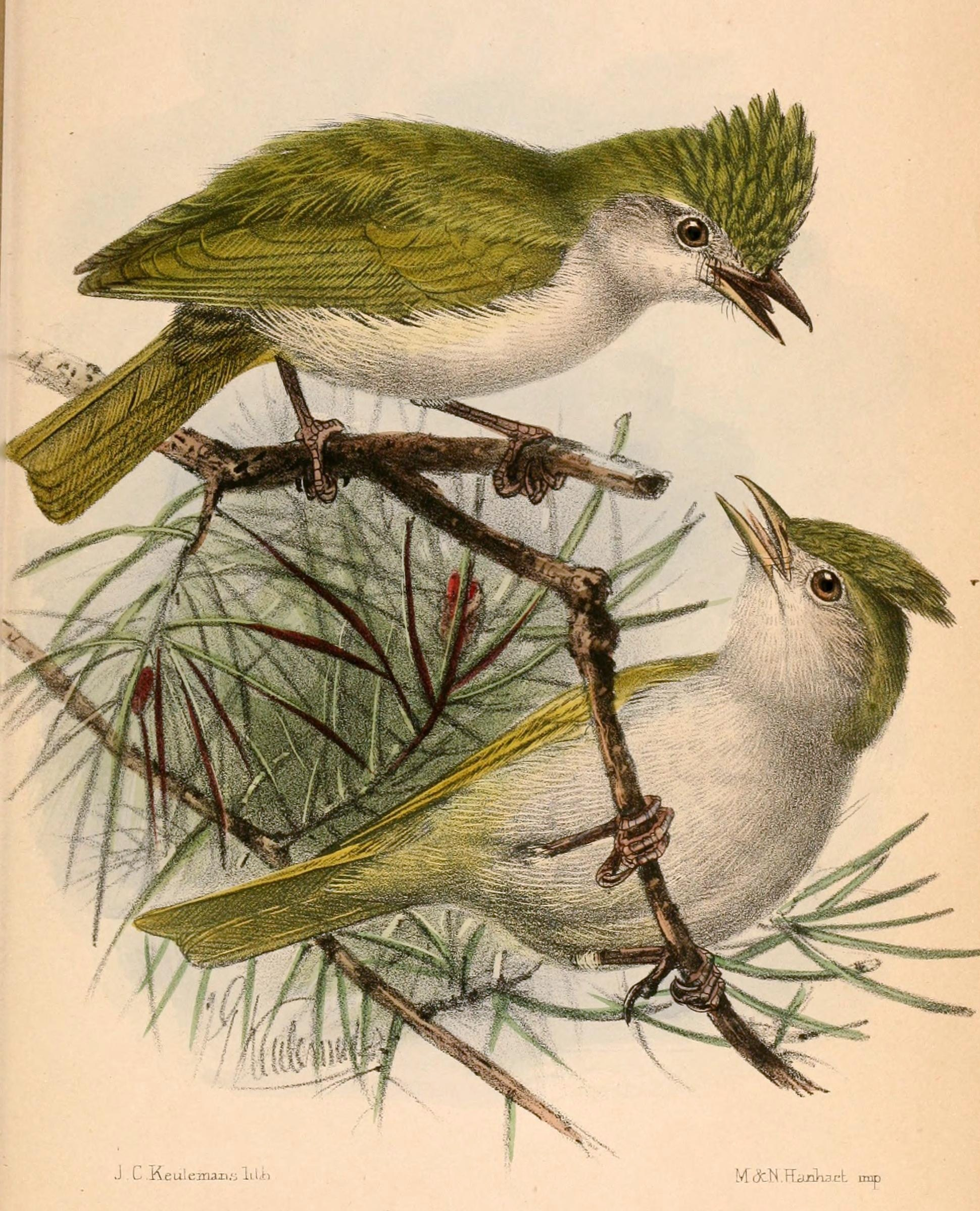
Зеленоспинні югини (підвид E. z. tyrannulus)

Юги́на зеленоспинна (Erpornis zantholeuca) — вид горобцеподібних птахів родини віреонових (Vireonidae). Мешкає в Гімалаях і Південно-Східній Азії. Це єдний представник монотипового роду Зеленоспинна югина (Erpornis). Виділяють низку підвидів.

## Таксономія і систематика
Зеленоспинна югина була описана англійським орнітологом Едвардом Блітом в 1844 році. Її довгий час відносили до роду Югина (Yuhina) і родини тимелієвих (Timaliidae). Однак за результатами молекулярно-філогенетичного дослідження зеленоспинна югина була переведена до родини віреонових (Vireonidae). Більшість представників цієї родини мешкають в Америці, за винятком представників роду Янчик (Pteruthius), які, як і зеленоспинна югина, мешкають в Південно-Східній Азії та раніше вважалися представниками тимелієвих.

## Підвиди
Виділяють вісім підвидів:
- E. z. zantholeuca Blyth, 1844 — центральні і східні Гімалаї, М'янма, західний Таїланд, західний Юньнань;
- E. z. tyrannulus Swinhoe, 1870 — південний Юньнань, північно-східний Таїланд, північний Індокитай;
- E. z. griseiloris Stresemann, 1923 — південно-східний Китай і Тайвань;
- E. z. sordida Robinson & Kloss, 1919 — східний Таїланд і західний Індокитай;
- E. z. canescens Delacour & Jabouille, 1928 — південно-східний Таїланд і західна Камбоджа;
- E. z. interposita Hartert, E, 1917 — Малайський півострів;
- E. z. saani Chasen, 1939 — північно-західна Суматра;
- E. z. brunnescens Sharpe, 1876 — Калімантан.

## Поширення і екологія
Зеленоспинні югини поширені в Індії, Непалі, Бутані, Китаї, М'янмі, Таїланді, В'єтнамі, Лаосі, Камбоджі, Малайзії, Індонезії, Бангладеш, Брунеї та на Тайвані. Вони живуть переважно у вологих гірських тропічних лісах і високогірних чагарникових заростях. Зустрічаються на висоті від 180 до 3300 м над рівнем моря.